# ياسين حامد (لاعب كرة قدم سوداني)
ياسين حامد (بالرومانية: Yasin Hamed) هو لاعب كرة قدم روماني وسوداني في مركز الوسط، ولد في 9 ديسمبر 1999 في Salonta ‏ في رومانيا. يلعب حالياً كجناح لصالح نادي الاتحاد الذي ينافس في الدوري الليبي الممتاز. وكذلك يلعب مع منتخب السودان لكرة القدم.

## وصلات خارجية
- ياسين حامد على موقع قاعدة بيانات كرة القدم.إي يو (الإنجليزية)
- ياسين حامد على موقع ناشيونال فوتبول تيمز (الإنجليزية)
- ياسين حامد على موقع Soccerway.com (الإنجليزية)